# Zettmeisel (Harsdorf)
Zettmeisel (oberfränkisch: Dseddmaisl) ist ein Gemeindeteil der Gemeinde Harsdorf im Landkreis Kulmbach (Oberfranken, Bayern). Zettmeisel liegt in der Gemarkung Harsdorf.

## Geographie
Das Dorf Zettmeisel bildet mit Lettenhof im Südosten eine geschlossene Siedlung. Diese liegt in Hanglage zu einem Hochplateau, das zu dem Obermainischen Hügelland zählt. Eine Gemeindeverbindungsstraße führt nach Oberlaitsch (1,3 km nordwestlich) bzw. über Brauneck und Haselbach nach Harsdorf zur Staatsstraße 2183 (1,3 km südwestlich), eine weitere führt nach Altenreuth (1,6 km südöstlich).

## Geschichte
Der Ort wurde 1398 als „Zetmewsel“ erstmals urkundlich erwähnt. Dem Ortsnamen liegt der altslawische Personenname Cětomysl zugrunde. Wahrscheinlich trug der Siedlungsgründer diesen Namen.
Gegen Ende des 18. Jahrhunderts bestand Zettmeisel aus 10 Anwesen. Das Hochgericht übte das bayreuthische Stadtvogteiamt Kulmbach aus. Dieses hatte zugleich die Dorf- und Gemeindeherrschaft. Grundherren waren das Stiftskastenamt Himmelkron (1 Hof, 1 Tropfhaus), das Seniorat von Künßberg (1 Gütlein, 2 Halbwohnhäuser) und das Rittergut Neudrossenfeld (1 Hof, 3 Sölden, 1 Tropfhaus).
Von 1797 bis 1810 unterstand der Ort dem Justiz- und Kammeramt Kulmbach. Mit dem Gemeindeedikt wurde Zettmeisel dem 1811 gebildeten Steuerdistrikt Harsdorf und der 1812 gebildeten gleichnamigen Ruralgemeinde zugewiesen.

### Baudenkmäler
- Haus Nr. 2: Wohnstallhaus

Abgegangenes Baudenkmal

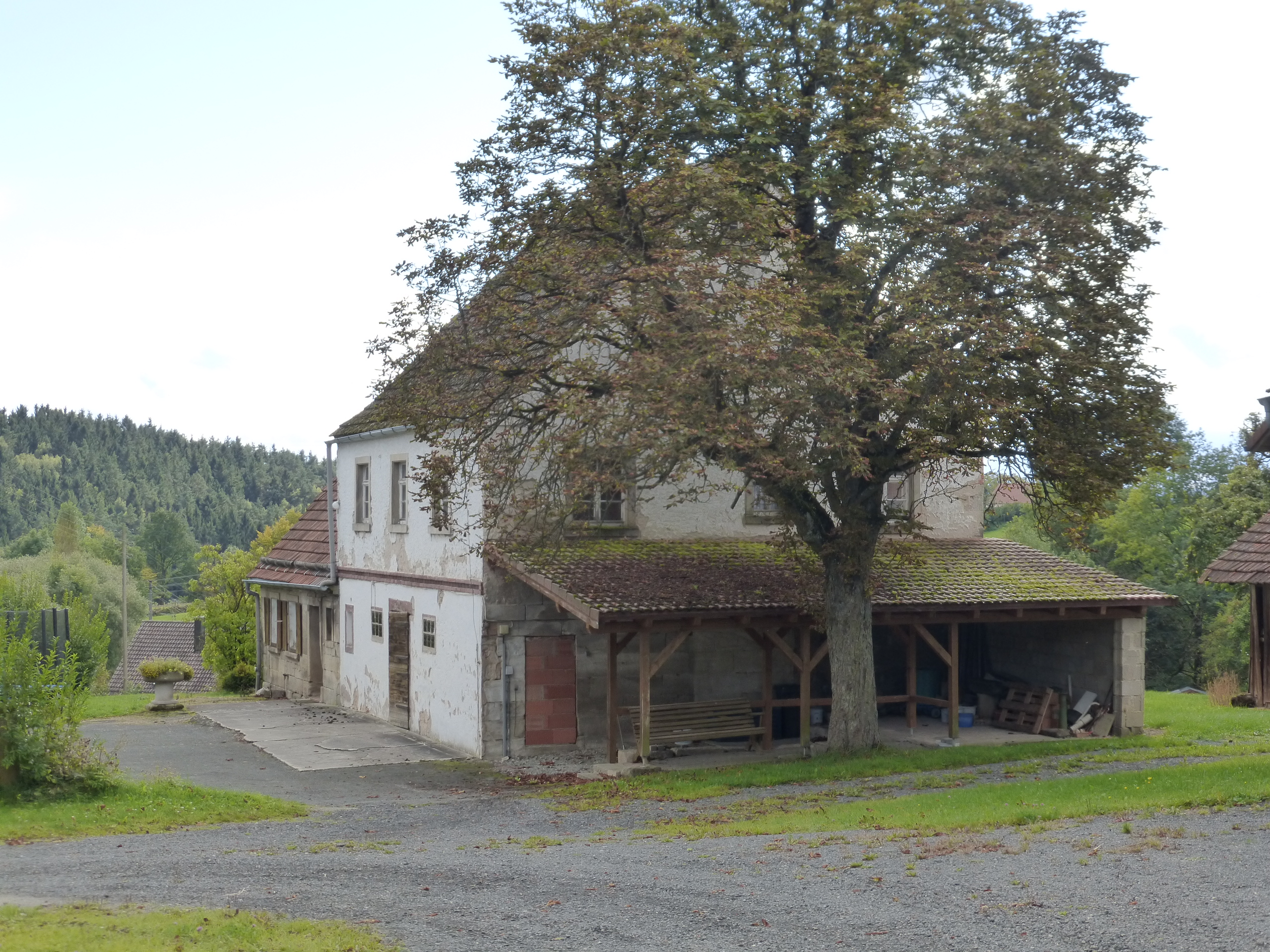
Haus Nr. 2: Wohnstallhaus

- Haus Nr. 6: Bauernhaus. Zweigeschossiger gestreckter Bau, wohl Ende des 18. Jahrhunderts. Obergeschoss und Giebel mit stattlichem Riegelfachwerk.[10]

### Einwohnerentwicklung
| Jahr      | 001809 | 001818 | 001861 | 001871 | 001885 | 001900 | 001925 | 001950 | 001961 | 001970 | 001987 |
| Einwohner | 55     | 66     | 63     | 54     | 68     | 64     | 55     | 51     | 35     | 30     | 45     |
| Häuser    |        | 11     |        |        | 9      | 9      | 9      | 8      | 9      |        | 11     |
| Quelle    | [ 12 ] | [ 8 ]  | [ 13 ] | [ 14 ] | [ 15 ] | [ 16 ] | [ 17 ] | [ 18 ] | [ 19 ] | [ 20 ] | [ 1 ]  |

## Religion
Zettmeisel ist seit der Reformation evangelisch-lutherisch geprägt und nach St. Martin (Harsdorf) gepfarrt.